# Гулатдимахі
Гулатдимахі (рос. Гуладтымахи) — село Акушинського району, Дагестану Росії. Входить до складу муніципального утворення Сільрада Тебекмахінська.
Населення — 415 (2010).

## Населення
За даними перепису населення 2002 року в селі мешкало 441 осіб. В тому числі 206 (46,71 %) чоловіків та 235 (53,29 %) жінок.
Переважна більшість мешканців — даргинці (100 % від усіх мешканців). У селі переважає усіша-цудахарська мова.